# 莫塔维斯孔蒂
莫塔维斯孔蒂（義大利語：Motta Visconti），是意大利米兰省的一个市镇。总面积9平方公里，人口7525人，人口密度836.1人/平方公里（2009年）。国家统计（ISTAT）代码为015151。